# Cercosaura manicata
Cercosaura manicata — вид ящірок родини гімнофтальмових (Gymnophthalmidae). Мешкає в Андах.

## Підвиди
Виділяють два підвиди:
- Cercosaura manicata manicata O'Shaughnessy, 1881;
- Cercosaura manicata bolivianus Werner, 1899.

## Поширення і екологія
Cercosaura manicata мешкають на східних схилах Анд на території південної Колумбії, Еквадору, Перу і Болівії. Вони живуть у вологих тропічних лісах. серед опалого листя. Зустрічаються на висоті від 200 до 2300 м над рівнем моря. Живляться павуками і прямокрилими, відкладають яйця.